# Battaglia di Decimomannu
La battaglia di Decimomannu fu combattuta agli inizi del 215 a.C. tra l'esercito cartaginese alleato con quello dei Sardi e le legioni romane, in una località che Livio dice fosse a nord di Caralis e che alcuni studiosi moderni hanno identificato non molto distante da Decimomannu.

## Contesto storico
Approfittando di una sanguinosa rivolta che vide Cartagine impegnata per tre lunghi anni di guerra crudele e spietata, Roma occupò la Sardegna e la Corsica, costringendo Cartagine a dover pagare un ulteriore indennizzo di altri 1 200 talenti per evitare il riaccendersi della guerra che la città non poteva assolutamente permettersi. Ciò venne visto come una ferita umiliante dai cartaginesi, che però non poterono far altro che accettare la nuova sconfitta senza reagire.
In seguito allo scoppio della seconda guerra punica e alla schiacciante vittoria a Canne sui Romani da parte dei Cartaginesi (216 a.C.), Annibale raggiunse i primi importanti risultati politico-strategici. Alcuni centri cominciarono a abbandonare i Romani, sia nel sud dell'Italia, sia in Gallia Cisalpina sia in Sardegna.
E mentre il condottiero cartaginese tentava di disgregare l'alleanza romano-italica, Cartagine si impegnò ad organizzare nuovi attacchi per sfruttare l'indebolimento di Roma. Si organizzarono corpi di spedizione di rinforzo per l'Italia, si progettò un attacco alla Sardegna, soprattutto si cercò di costituire un sistema di alleanze internazionali in funzione anti-romana.

### Casus belli
Verso la fine del 216 a.C. giunse a Roma una lettera del propretore Aulo Cornelio Mammula, il quale si lamentava del fatto che non erano stati corrisposti gli stipendia ai suoi soldati di stanza nell'isola, e che vi erano gravi carenze di approvvigionamenti di grano. Allo stesso fu risposto di dover provvedere con i propri mezzi, poiché al momento non vie era alcuna possibilità di soddisfare tali richieste.

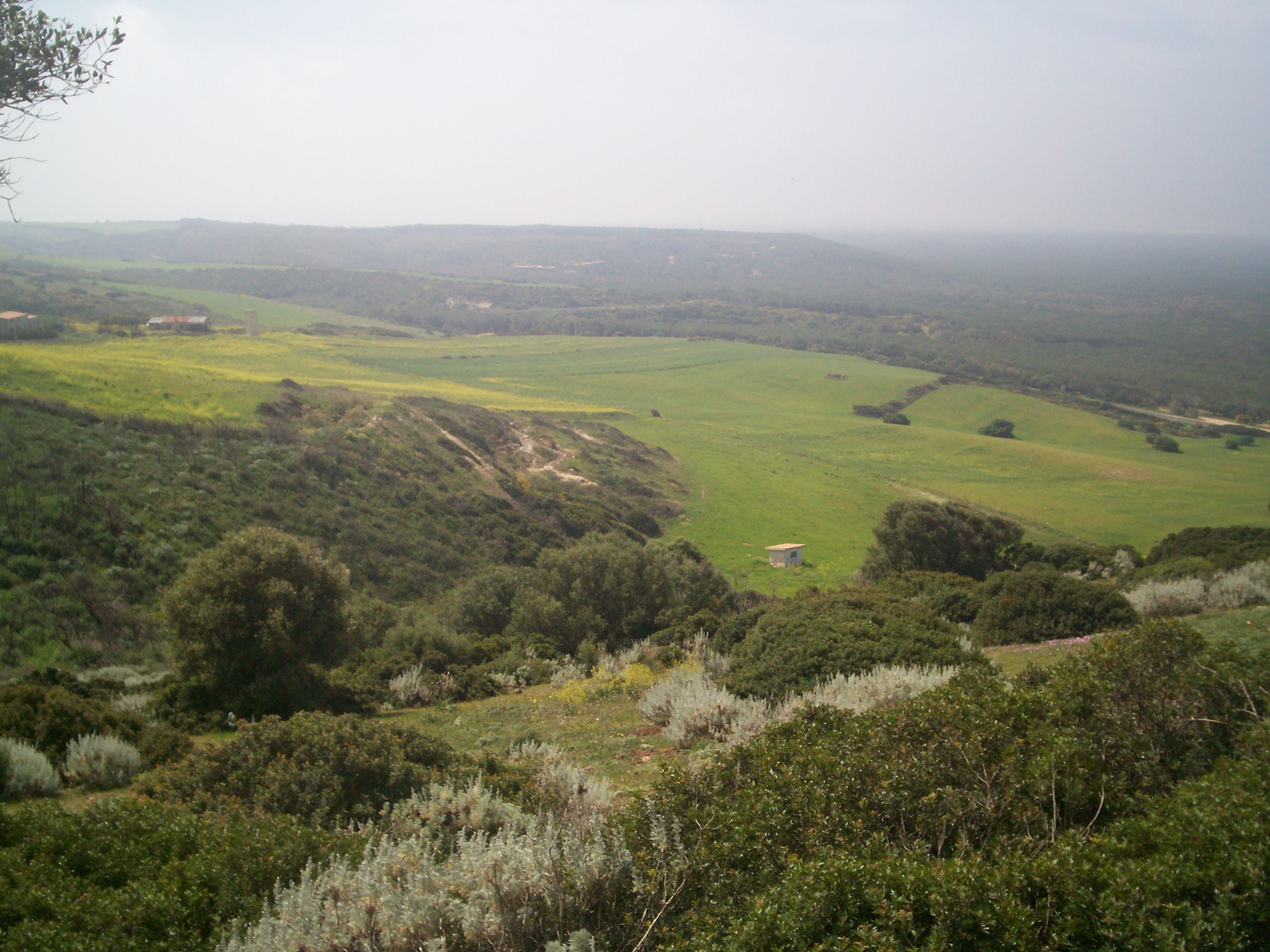
Su Campu 'e corra (il campo dei corni), il piccolo altopiano ove ebbe luogo lo scontro fra Sardi e Romani nei pressi della città di Cornus.

Nella primavera del 215 a.C. sembrò possibile per Cartagine l'apertura di un nuovo teatro di guerra e la riconquista della Sardegna divenuta provincia di Roma dopo la rivolta dei mercenari seguita alla prima guerra punica. Un autorevole esponente dell'aristocrazia terriera sardo-punica, quell'Amsicora (o Ampsicora) che Tito Livio definì: «qui tum auctoritate atque opibus longe primis erat» ("colui il quale in quel tempo era largamente primo per autorità e per ricchezze"), stava organizzando una vasta sollevazione contro l'oppressione romana, grazie anche alla collaborazione di un senatore cartaginese presente sul posto, Annone. Era infatti riuscito non solo a mettere in campo un esercito sardo abbastanza consistente, ma anche ad ottenere rinforzi militari da Cartagine, inviandovi ambasciatori in segreto. Secondo alcune fonti insieme ad Amsicora a condurre la rivolta si trovava pure Annone, un ricco cittadino punico di Tharros. I dirigenti cartaginesi accolsero con favore queste notizie e decisero di inviare un ingente corpo di spedizione sull'isola per appoggiare i rivoltosi di Ampsicora. Livio sostiene che:
(Livio, XXIII, 32.9.)
Cartagine sostenne la rivolta inviando una flotta forte di quasi 15 000 armati, sotto il comando di Asdrubale il Calvo.
Intanto il nuovo pretore romano inviato nell'isola, Quinto Mucio Scevola, si ammalò probabilmente di malaria dalla descrizione che ne fece Tito Livio. E quando si venne a sapere della sua malattia a Roma, gli vennero inviati dei rinforzi (pari a 5 000 fanti e 400 cavalieri), posti sotto il comando di Tito Manlio Torquato. Manlio, dopo aver ritirato le navi da guerra a Caralis (Cagliari) e aver armato i marinai per condurre la guerra di terra, mise insieme 22 000 fanti e 1 200 di cavalieri e partì con l'esercito del pretore malato verso i territori degli insorti. Giunto non molto distante dal nemico, pose l'accampamento. Il piano del capo dei ribelli sardi era quello di dare battaglia solo quando tutte le forze disponibili si fossero riunite. Per continuare il reclutamento tra i sardi dell'interno (Pelliti Sardi), lasciò il comando al figlio Iosto. 
(Livio, XXIII, 40.4.)
I rinforzi di Cartagine non arrivarono in tempo per colpa di una tempesta che dirottò le navi sulle isole Baleari dove rimasero per molto tempo per essere riparate. Iosto, accettando imprudentemente di venire a battaglia con il comandante romano, Manlio Torquato, subì una pesante sconfitta, dove vennero massacrati 3 000 sardi e quasi 800 furono fatti prigionieri. Un secondo esercito, dapprima messo in fuga nei campi e nelle selve, essendo corsa voce che il capo fosse fuggito, si rifugiò nella città di Cornus (nei pressi del comune di Cuglieri).
La guerra sarebbe terminata qui se proprio in quel momento non fosse sbarcato a Tharros, Asdrubale il Calvo. Quando Manlio venne a sapere dell'arrivo dei Cartaginesi, preferì ritirarsi a Caralis, mentre Asdrubale si univa ad Ampsicora.

## Battaglia
Asdrubale, una volta sbarcate le truppe e rimandata a Cartagine la flotta, iniziò la campagna a fianco di Ampsicora, pronto a devastare il territorio degli alleati dei Romani. E sarebbe certamente giunto a Caralis se Manlio non gli si fosse fatto incontro, impedendogli di compiere un devastante saccheggio.
Gli accampamenti vennero posti, vicini e uno di fronte all'altro. Inizialmente ci furono delle brevi scaramucce tra i due schieramenti e poi la battaglia campale, che durò secondo il racconto di Livio, almeno quattro ore. Lo scontro avvenne nella piana del Campidano meridionale, tra Decimomannu e Sestu. A lungo l'esito della battaglia fu incerto, poiché i Sardi, non abituati alle battaglie campali, normalmente venivano sconfitti rapidamente. Poi i Cartaginesi vennero sbaragliati e allora anche i Sardi cominciarono a essere massacrati e quelli che poterono si diedero alla fuga. Manlio, facendo una manovra aggirante con l'ala con la quale aveva prima respinto i Sardi, circondò i Punici e li mise in fuga. Vennero uccisi 12 000 nemici, tra Sardi e Cartaginesi, quasi 3 700 furono fatti prigionieri, oltre a 27 insegne militari.

## Conseguenze
Lo stesso comandante Asdrubale, insieme ai nobili Annone (che aveva sobillato la rivolta) e Magone (che apparteneva alla famiglia dei Barca), venne catturato. Cadde sul campo Josto, figlio di Ampsicora, che invece era riuscito a mettersi in salvo con alcuni cavalieri. Venuto a conoscenza della morte del figlio, per il dolore, preferì uccidersi. I superstiti riuscirono a fuggire fino alla città di Cornus. Qui l'ultima resistenza ribelle venne costretta alla resa da Manlio dopo pochi giorni di assedio. In seguito anche le altre città che avevano appoggiato la rivolta, si arresero, dopo aver dato ostaggi.
Manlio, dopo aver imposto un tributo in denaro e in grano, in proporzione alle possibilità di ciascuna popolazione ed in base al crimine commesso, preferì far ritorno a Caralis, da dove con la flotta fece ritorno a Roma per annunciare la vittoria ottenuta sulle popolazioni isolane. Consegnò ai questori il denaro, agli edili il grano e al pretore Quinto Fulvio Flacco, i prigionieri.
I Cartaginesi, in seguito alla sconfitta, preferirono reimbarcarsi precipitosamente e partire per l'Africa. La flotta punica venne intercettata da una flotta romana e sbaragliata. Sconfitti Punici e Nuragici, seguì un periodo di dura repressione che richiese la presenza di due ulteriori legioni, sottratte alla penisola italica. Fu il solo risultato utile raggiunto da Cartagine con questa azione in Sardegna.